# Éric Crosnier
Éric Crosnier est un footballeur français né le 22 décembre 1972 à Sainte-Maure-de-Touraine (Indre-et-Loire). Il réalise l'essentiel de son parcours en deuxième division.

## Biographie
Éric Crosnier est formé au Tours FC, sous contrat aspirant à partir de 1989.
Ce milieu de terrain a joué par la suite à Sedan et a été finaliste de la Coupe de France en 1999 avec le club ardennais.
Au total, il a disputé 16 matchs en Division 1 et 148 matchs en Division 2.
Il a entraîné les clubs de Prix-lès-Mézières, Charleville-Mézières, Bazeilles (Ardennes) puis en 2017-2018, il entraîne le club de Mouzon Ardennes.

## Carrière de joueur
- 1991-1993 :  Tours FC
- 1993-1994 :  AS Beauvais
- 1994-1998 :  Stade Poitevin FC
- 1997-1998 :  FC Saint-Denis-Saint-Leu
- 1998-2000 :  CS Sedan-Ardennes
- 2000-2002 :  Stade lavallois
- 2002-2003 :  Rethel SF (en CFA2)
- 2003-2008 :  AS Prix les Mézières (DH)[2]

## Palmarès
- Finaliste de la Coupe de France en 1999 (avec le CS Sedan-Ardennes)